# Jan Wiensek
Jan Wiensek (ur. 18 grudnia 1909 w Paszkach Dużych, zm. 2 sierpnia 1965) – polski rolnik, poseł na Sejm PRL III i IV kadencji.

## Życiorys
Syn Aleksandra. Uzyskał wykształcenie podstawowe. Przed II wojną światową pracował jako robotnik rolny. Po wojnie osiedlił się na Ziemiach Zachodnich i został działaczem Zjednoczonego Stronnictwa Ludowego, w którym był wiceprezesem Wojewódzkiego Komitetu ZSL w Szczecinie i prezesem Komitetu Powiatowego w Stargardzie Szczecińskim. Prowadził własne gospodarstwo rolne, był też współorganizatorem i działaczem kółek rolniczych. W 1961 i 1965 uzyskiwał mandat posła na Sejm PRL III i IV kadencji z okręgu Stargard Szczeciński, przez dwie kadencje zasiadał w Komisji Rolnictwa i Przemysłu Spożywczego. Zmarł w trakcie kadencji.

## Odznaczenia
- Krzyż Oficerski Orderu Odrodzenia Polski
- Srebrny Krzyż Zasługi
- Brązowy Krzyż Zasługi (1955)[1]